# 特维尔大公国
特维尔大公国（羅馬化：Tverskoye knyazhestvo）是俄羅斯歷史上13世纪至15世纪時期的一個公國，統治地區大約位於現今俄罗斯特维尔州和斯摩棱斯克州东部，首都位於特维尔。1327年，特维尔公国境內爆發了特維爾起義，但最終被镇压。首都特维尔被烧毁，特维尔公国損失了相当一部分人口，該國从此再也没有恢复过来。1485年特维尔大公国被莫斯科大公国吞并。 